# Imadateiella yosiiana
Imadateiella yosiiana är en urinsektsart som först beskrevs av Imadaté 1961.  Imadateiella yosiiana ingår i släktet Imadateiella och familjen lönntrevfotingar. Inga underarter finns listade i Catalogue of Life.